# 秘密 (堀江由衣のアルバム)
『秘密』（ひみつ）は、堀江由衣の8枚目のオリジナルアルバム。2012年2月22日にスターチャイルドから発売された。

## 解説
前作『HONEY JET!!』以来2年7か月ぶりの発売となったオリジナルアルバム。全てテレビアニメまたはゲームの主題歌であった「YAHHO!!」から「Coloring」までのシングル曲5作を収録。「DEAR FUTURE」は、COALTAR OF THE DEEPERSのシングルにカップリングとして収録された堀江によるカバー。
初回限定盤2種と通常盤の計3種の仕様で発売された。初回限定盤は『春夏』および『秋冬』の2種で、それぞれに写真集が同梱。また、初回製造分のみ、14thシングル「Coloring」との同時購入特典の応募券が封入された。アルバムタイトルである「秘密」をテーマにした三部作（トラック1・5・14）の作詞をあさのますみが手掛けており、3曲とも「女の子かわいらしい胸の内」を描いた内容となっている。また、リード曲「CHILDISH♥LOVE♥WORLD」の作詞、作曲は清竜人が担当している。
古き良き時代の和風の山小屋に女の子が住んでいるというイメージ元に写真撮影を考えていたが、実際にはそうした小屋は思うように見つからず悩んでいたところ、スタッフが昭和初期に建てられた小屋を見つけたため、「昭和初期の住宅に住んでいる女の子の様々な秘密を切り取る」というコンセプトに落ち着いた。「秘密」という単語は、子供の頃に読んだ『秘密の花園』が好きだったこととも関係がある。
レコーディングに関しては、従来は『不思議の国のアリス』を思わせる17歳のイメージで行っていたが、今作では「オトナカワイイ20歳前後の女子大生」のイメージで収録された。また、「CHILDISH♥LOVE♥WORLD」のPVには、警察官、消防士、看護士に扮した子供たちが出演している。

## チャート成績
2012年3月5日付オリコン週間アルバムランキングで1.8万枚を売り上げて3位を獲得し、自身初となるトップ3入りを果たした。また、2月28日付けオリコンデイリーチャートでは5878枚を売り上げて2位にランクインしていた。

## 収録曲
| #         | タイトル                 | 作詞            | 作曲            | 編曲                                    | 時間  |
| --------- | ------------------------ | --------------- | --------------- | --------------------------------------- | ----- |
| 1.        | 「秘密 ~プロローグ~」    | あさのますみ    | 山崎寛子        | 山崎寛子 ストリングスアレンジ：菊谷知樹 | 2:17  |
| 2.        | 「kiss to you」          | shilo           | shilo           | shilo                                   | 3:39  |
| 3.        | 「Coloring」             | Minamoto.K・shu | Minamoto.K      | 真下正樹・Minamoto.K                    | 3:48  |
| 4.        | 「True truly love」      | 渡邊亜希子      | 宮崎誠          | 川田瑠夏                                | 3:50  |
| 5.        | 「秘密 ~君を見てた~」    | あさのますみ    | shilo           | shilo ストリングアレンジ：市川淳        | 4:46  |
| 6.        | 「イマカラキミノモトヘ」 | 川田瑠夏        | 川田瑠夏        | 川田瑠夏                                | 4:24  |
| 7.        | 「PRESENTER」            | 中村彼方        | Elements Garden | 中山真斗（Elements Garden）             | 4:27  |
| 8.        | 「インモラリスト」       | 清竜人          | 清竜人          | たかはしごう                            | 4:57  |
| 9.        | 「MISSION」              | 只野菜摘        | 新屋豊          | 新屋豊                                  | 4:20  |
| 10.       | 「DEAR FUTURE」          | 岩里祐穂        | NARASAKI        | WATCHMAN                                | 4:51  |
| 11.       | 「CHILDISH♥LOVE♥WORLD」  | 清竜人          | 清竜人          | 清竜人                                  | 4:31  |
| 12.       | 「YAHHO!!」              | 堀江由衣        | 堀江由衣        | 大川茂伸                                | 4:00  |
| 13.       | 「sky fish」             | 堀江由衣        | 川田瑠夏        | 佐藤泰将                                | 4:15  |
| 14.       | 「秘密 ~待ち合わせ~」    | あさのますみ    | 大川茂伸        | 大川茂伸                                | 5:13  |
| 合計時間: | 合計時間:                | 合計時間:       | 合計時間:       | 合計時間:                               | 59:18 |

## 楽曲解説
1. 秘密 〜プロローグ〜
本アルバムでは最も秘密を体現しており、曲調も「ザ・秘密」というイメージに合った神秘的で謎めいたものとなっている[7]。
2. kiss to you
修学旅行の夜[7]での女の子の内緒話をイメージした楽曲。そのためコーラスを多めにしてウィスパー風に歌っている[3]。
3. Coloring
テレビアニメ『パパのいうことを聞きなさい!』エンディングテーマ、今作からの先行シングルカット楽曲。
4. True truly love
「インモラリスト」カップリング曲、オンラインゲーム『ディビーナ』主題歌
5. 秘密 〜君を見てた〜
堀江曰く「聴くと優しい気持ちになれる曲」で、内容も好きな人を「大きな気持ちで見守る」切ないバラードとなっている[3]。当初は、オレンジ色のグラウンドを自転車で二人が帰る内容だったが、今回は大学生を意識しているため、高校生のイメージがあるこれらの内容は変更された[7]。
6. イマカラキミノモトヘ
「Coloring」同様ピコピコサウンド調を若干含むかわいらしい曲。山小屋に住む女の子が都会に現れ、コンビニ等の現代的なものに溶け込む様子が思い浮かぶ内容になっている[3]。
7. PRESENTER
テレビアニメ『DOG DAYS』エンディングテーマ
8. インモラリスト
テレビアニメ『ドラゴンクライシス!』オープニングテーマ
9. MISSION
「スパイ的な秘密」をコンセプトとした楽曲で、濃い秘密がテーマになっている。曲調は堀江曰く「重めでドラマチックっでカッコイイ」という[3]。
10. DEAR FUTURE
テレビアニメ『輪るピングドラム』第10話エンディングテーマ
11. CHILDISH♥LOVE♥WORLD
堀江曰く「パワフルさを感じる複雑だがキャッチーな楽曲」で[3]、デモテープを聴くまでどの様なものなのか全く見当がつかず、曲を聴いたときは衝撃を受けたという[2]。
曲中に登場する「フレー!フレー!ほっちゃん」は、堀江よりも大人になっても童心を忘れない視聴者へのエールとなっている[3]。
12. YAHHO!!
テレビアニメ『かなめも』エンディングテーマ

## 参加ミュージシャン
| 秘密 〜プロローグ〜 - Strings：小池弘之Strings - Programming：山崎寛子 kiss to you - Chorus：shilo - Bass & Guitar：高橋諒 - Piano & Organ：EFFY (FCM) - Drum：関口源八 - Synthesizer Programming：山田公平 (APRIGIHTS) Coloring - All Instruments：Minamoto.K & 真下正樹 True truly love - Piano & Programming：川田瑠夏 - Strings：篠崎正嗣Strings - Guitar：遠山哲朗 秘密 〜君を見てた〜 - Strings：クラッシャー木村Strings - Guitar：木島靖夫 イマカラキミノモトヘ - Piano & Programming：川田瑠夏 PRESENTER - A.Guitar：加納望 - Bass, Guitar, All other Instruments & Programming：中山真斗 インモラリスト - Chorus：清竜人・たかはしごう - Programming：たかはしごう - Strings：弦一徹Strings - Piano：高瀬順 - Guitar：佐藤大剛 - Bass：金森佳朗 - Drums：伊藤直樹 | MISSION - All Instruments：新屋豊 DEAR FUTURE - All Instruments：WATCHMAN CHILDISH♥LOVE♥WORLD - Keyboard, Percussion, Whistle, Handbell and Programming：清竜人 - Piano：横山裕章 (agehasprings) - Bass：安達貴史 - Drum：能村亮平 - Guitar：生本直毅 - Chorus：すずかけ児童合唱団 YAHHO!! - E.Guitar：久保田光太郎 - Bass：松田卓巳 - Drums：小関純匡 - Piano：村田聡 - Synth Manipulator：大川茂伸 sky fish - Programming：佐藤泰将 - Strings：今野均Strings - Guitar：伊丹雅博 秘密 〜待ち合わせ〜 - Strings：Kana Strings - Piano：伊藤万里 - Guitar：マコト - Bass：末武弘樹 - Drums：佐藤大輔 |